# Пак Сан-вон
В това корейско име фамилията е Пак.
Пак Сан-вон (на корейски: 박상원) e южнокорейски фехтовач. Състезава се със сабя. Пак е олимпийски шампион като част от корейския мъжки отбор по фехтовка в дисциплината сабя от Олимпиадата в Париж.

## Биография
Пак е роден на 14 септември 2000 г. в Сеул, Южна Корея. 